# Kakaki

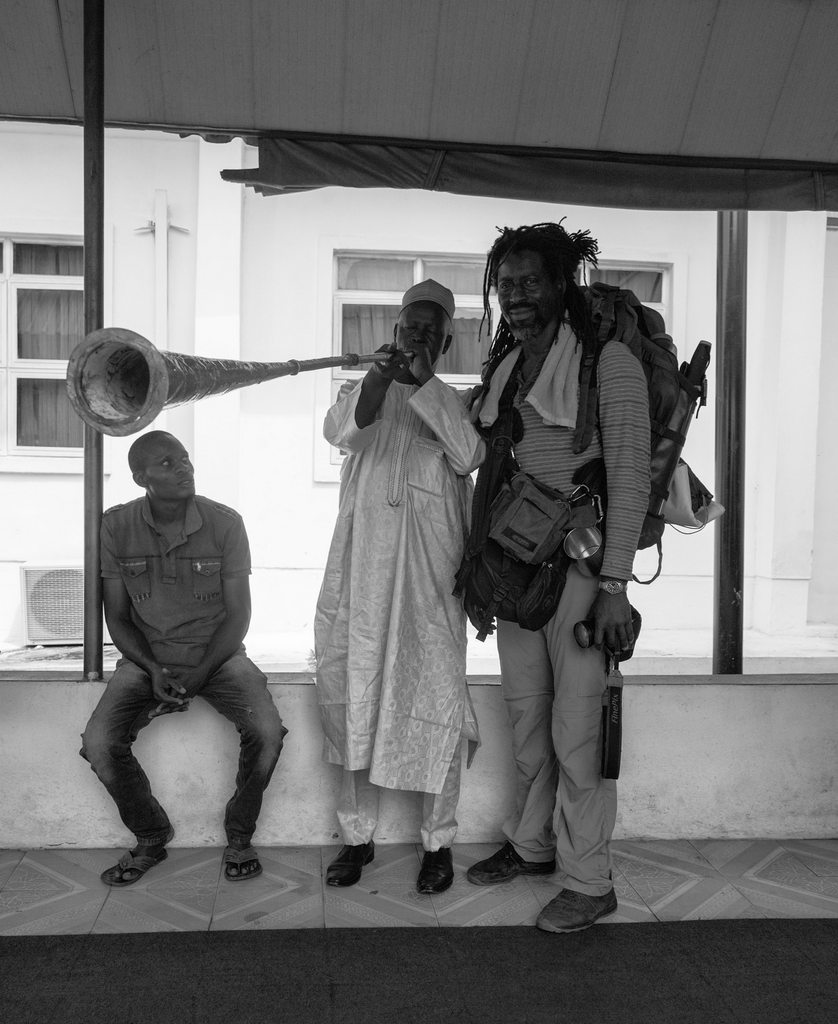
Kakaki-Spieler im Palast des Königs (Oòni) von Ile-Ife im nigerianischen Bundesstaat Osun.

Kakaki, Plural kakakai, ist eine lange, endgeblasene Naturtrompete aus Metall der Haussa und benachbarter Volksgruppen, deren Siedlungsgebiet im Norden Nigerias und im Süden von Niger liegt. Seit ungefähr dem 15. Jahrhundert wird die vermutlich mit der Einrichtung islamischer Sultanate eingeführte kakaki bei Zeremonien in Repräsentationsorchestern an den Herrscherhöfen und als Signalinstrument eingesetzt.

## Herkunft und Verbreitung
Bis zum Ende des 7. Jahrhunderts durchquerten die muslimischen Araber auf ihrem Eroberungszug ganz Nordafrika bis zum heutigen Marokko und im 14. Jahrhundert waren die meisten Reiche am Südrand der Sahara zumindest nominell zum Islam übergetreten. Die afrikanischen Herrscher übernahmen bei der Gründung eigener islamischer Sultanate von den Arabern unter anderem Trommeln, lange Trompeten und Doppelrohrblattinstrumente in ihre Repräsentationsorchester und als Insignien ihrer Macht. Die Instrumentierung und Funktion dieser Ensembles ist mit denen der arabisch-persischen Militär- und Palastorchester naqqāra-khāna verwandt. Zu diesem in der arabischen Welt seit spätestens dem 10. Jahrhundert bekannten und in Indien bis Anfang des 20. Jahrhunderts eingesetzten Orchestertyp gehörten neben dem namensgebenden Kesseltrommelpaar naqqāra, Zylindertrommeln, die Kegeloboe surnāy, die gerade, schrill klingende Trompete nafīr und die lange Trompete karnā (in Zentralasien karnai). Die engmensurierte kakaki ist der zentralasiatischen karnai ähnlich. Das häufig zusammen mit der kakaki gespielte Doppelrohrblattinstrument ist die algaita (Plural algaitu).
Die älteste Erwähnung von Langtrompeten in Westafrika findet sich, Veit Erlmann (1973) zufolge, in der Kano-Chronik, die von einem Arabisch sprechenden Autor verfasst wurde, der mutmaßlich aus dem Norden kam und sich in Kano niedergelassen hatte. Demnach wurden in Kano erstmals unter dem Herrscher Sarki Tsamia (reg. 1307–1343) Langtrompeten eingesetzt. Da um diese Zeit sich auch der Islam in Kano verbreitete, würde dies bedeuten, dass die Langtrompete aus dem Norden durch die Sahara zu den Hausa gelangte. Die Langtrompete scheint Anfang des 15. Jahrhunderts auch in Bornu bekannt gewesen zu sein, denn in der Kano-Chronik heißt es über die Regierungszeit des Sarki Dauda (1421–1438), ein Prinz aus Süd-Bornu sei mit großem Gefolge, darunter vielen mallam (Islamgelehrten), von Musikern auf Pferden gespielten Trommeln und Trompeten nach Kano gekommen. Ähnliche Berichte über die Signalfunktion von Kesseltrommeln und Trompeten sind aus dem 16. und 17. Jahrhundert überliefert. Als am 16. März 1584 El Hadi seinen Bruder, den Songhai-Herrscher Askia El Hadj (reg. 1583–1586, Sohn des Askia Daoud, reg. 1549–1583) besuchte, war er von einer Trommler- und Trompetergruppe begleitet. Der Nachfolger aus der Askia-Dynastie, Askia Mohammed Bani (reg. 1586–1588), kündigte den Besuch bei seinem Bruder Sadiq erst unmittelbar vor dessen Haus mit kakakai an. Über den König (sarki) Kutumbi, der 1623 bis 1648 in Kano regierte, erzählt die Kano-Chronik, er sei auf allen seinen Reisen von 100 Reitern begleitet worden und seiner Truppe seien 50 Kesseltrommler, 40 Trommler und 25 Trompeter vorausmarschiert.
Nach Ansicht von K. A. Gourlay (1982), der dieser Lesart der Chronik widerspricht, erreichte die Langtrompete erst in der Mitte des 14. Jahrhunderts Tunis, ohne bis dahin die Sahara nach Süden durchquert zu haben. Allgemein akzeptiert ist die orientalische Herkunft der kakaki, deren lange schlanke Form sich nicht von schwarzafrikanischen Naturtrompeten herleiten lässt. Die afrikanischen Trompeteninstrumente südlich der Sahara sind überwiegend quer geblasene Hörner wie das Kuduhorn der Bantu, das südafrikanische Antilopenhorn phalaphala. Zur Swahili-Kultur an der ostafrikanischen Küste gehörte früher das aus Elfenbein, Bronze oder Holz gefertigte lange Querhorn siwa. Die altägyptische längsgeblasene Metalltrompete scheneb scheidet als Vorläufer ebenso aus, weil sie nur rund 50 Zentimeter lang war. Der kakaki ähnlicher sind die römische tuba mit einer langen konischen Röhre und die būq, die zu den Militärorchestern der ägyptischen Fatimiden im 10. Jahrhundert gehörte. Name und Funktion der būq haben sich unter anderem bis zur georgischen buki verbreitet. Im 14. Jahrhundert wurde unter būq auf Arabisch ein gebogenes Tierhorn verstanden. Arabisch-persische Namen von Militärtrompeten, die mit der Ausbreitung des Islams nach Westen und Osten gelangten, waren nun karnā und nafīr. Der muslimische Reisende Ibn Battūta (1304–1368 oder 1377), der Anfang des 14. Jahrhunderts Mogadischu an der Ostküste Afrikas besuchte, berichtet von einer Prozession des Sultans, die von einer Militärkapelle mit Trommeln (tabl), Hörnern (būq) und langen Trompeten (nafīr) angeführt wurde. Am Sultanspalast spielte diese Militärkapelle (tabl-chāna) mit denselben Instrumenten, jedoch ergänzt um Kegeloboen (surnāy), nach ägyptischem Vorbild. Als sich Ibn Battuta einige Jahre später, 1352/53, in Timbuktu beim Herrscher von Mali und an anderen Orten in der westlichen Sudanregion aufhielt, sah er Militärorchester des Sultans und der Armeeführer, die aus Trommeln und Elfenbeintrompeten (anyab) bestanden.
K. A. Gourlay schließt daraus, dass im 14. Jahrhundert in Mali noch keine Metalltrompeten vorhanden waren. In dem vom Ende des 13. bis Anfang des 15. Jahrhunderts existierenden Sultanat Ifat am Horn von Afrika, über das der in der ersten Hälfte des 14. Jahrhunderts lebende arabische Historiker al-Umari berichtet, wurden im Repräsentationsorchester des Herrschers Bambustrompeten mit als Schallbecher aufgesetzten Kuhhörnern geblasen. Die Leitung des Orchesters kam dem besonders laut klingenden Antilopenhorn janba zu. Trompeten unterschiedlicher Bauart als Zeremonialinstrumente in der Repräsentationsmusik afrikanischer Herrscher gab es demnach bereits vor der Einführung der orientalischen Metalltrompeten, weshalb Gourlay die in der Kano-Chronik erwähnten Blasinstrumente der Herrscher Tsamia und Dauda nicht für lange Metalltrompeten, sondern für Trompeten aus Rohr oder Holz hält. Nach seiner Ansicht erreichten die kakaki genannten langen Metalltrompeten das Gebiet der Hausa wahrscheinlich erst Ende des 15. oder Anfang des 16. Jahrhunderts.
Jedenfalls könnten die Metalltrompeten auf drei Wegen zu den Haussa gekommen sein: direkt aus dem Norden durch die Sahara, mit und ohne Vermittlung der Songhai, von der ostafrikanischen Küste oder den Nil aufwärts und dann durch Kanem-Bornu nach Westen. Würde letzteres zutreffen, müssten die östlich gelegenen Herrschaftszentren bereits vor den Haussa Metalltrompeten besessen haben. Aus dem Mittelalter liegen jedoch keine konkreten Hinweise dazu vor. Da europäische Reisende Anfang des 19. Jahrhunderts in Kanem-Bornu noch Holztrompeten antrafen, ist es unwahrscheinlich, dass es dort zuvor Trompeten aus Metall gab. Damit verbleibt gemäß Gourlay für die Haussa nur der Bezug der Trompeten direkt aus dem Norden.

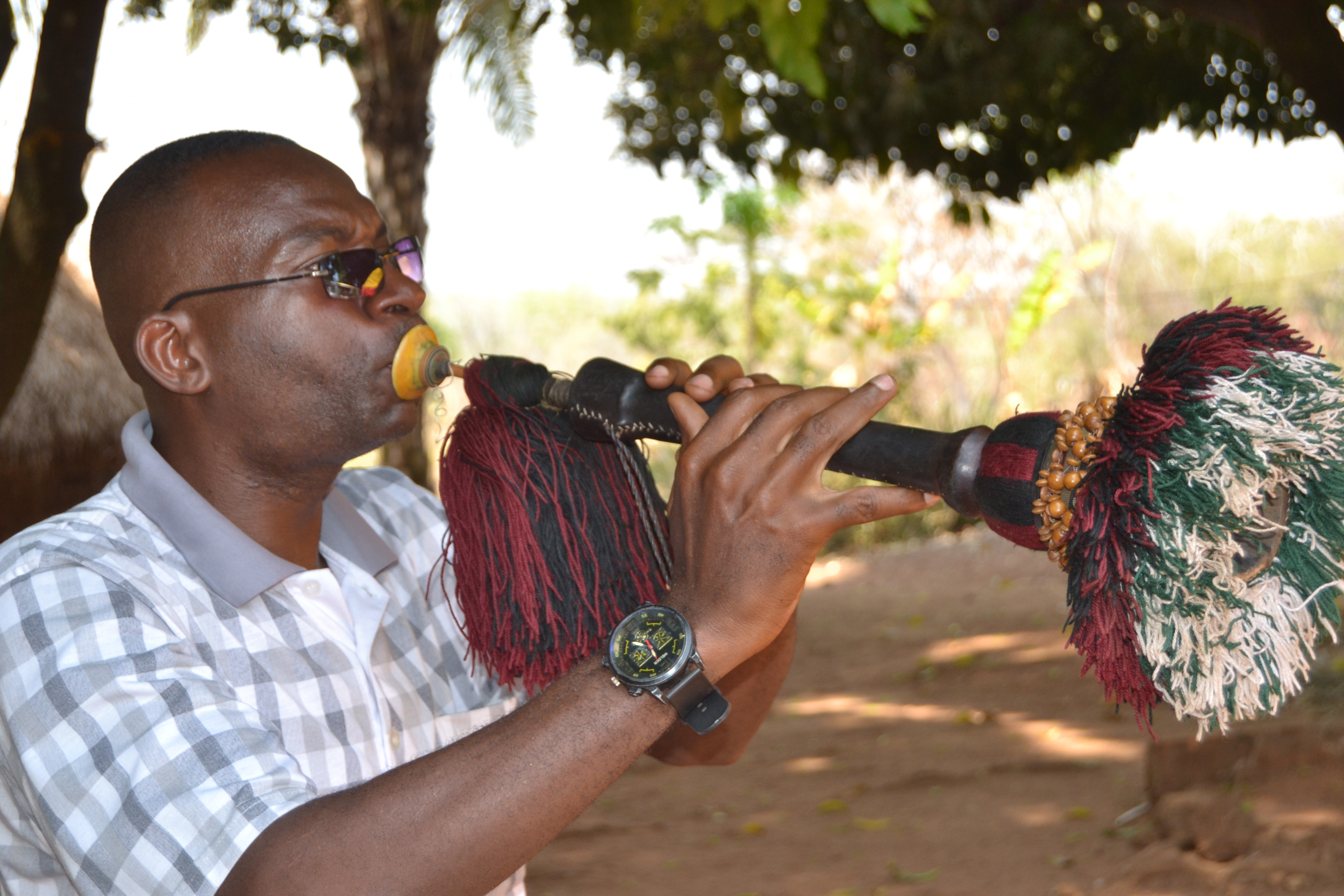
Die Tiv im Osten Nigerias verwenden das Doppelrohrblattinstrument algaita außer in den zeremoniellen kakaki-Ensembles auch in der säkularen Tanzmusik swange.

Alfons M. Dauer (1985) folgt Veit Erlmanns früher Datierung, wenn er das gesamte Repräsentationsorchester, das die Fulbe ganyal nennen, in den Blick nimmt. Dieser Ensembletyp um die Langtrompeten karnā dürfte demnach mit der Ausbreitung des Islams im 11. bis 13. Jahrhundert Schwarzafrika erreicht haben, also zur selben Zeit wie Europa. Bei den afrikanischen Ensembles fehlen die in den arabischen Orchestern gebräuchlichen metallenen Schlagidiophone. Ein typisches Orchester der Hausa in Nigeria, in welchem die alte Tradition bewahrt wird, setzt sich aus drei kakakai, zwei algaitu, zwei Querhörnern farai und zwei Trommeln gangan mit Schnarrsaiten zusammen. Mit diesem Ensemble wurde am Freitag der Sultan vor seinem Palast gepriesen (daren dschuma, „Freitags-Musik“).
Als Zeremonialinstrument kommt dieser Trompetentyp in Afrika nur in der Sudanregion im Osten und Süden des Niger, im Norden und der Mitte Nigerias, um den Tschadsee und in Teilen der Zentralafrikanischen Republik vor. Anthony King (2001) zufolge wird die Trompete kakaki erstmals in einem Bericht von Mahmoud Kati über die Eroberung von Aïr im zentralen Niger durch die Armee des Songhai-Herrschers Askia Mohammad I. (um 1443–1538) erwähnt. Über die Hausa-Staaten und Borno breitete sich die kakaki im 15. und 16. Jahrhundert nach Osten über den Tschadsee hinaus und südöstlich entlang des Nigertals durch das Reich Nupe bis zur Einmündung des Niger mit dem Benue aus. In einem Dschihad eroberte der Fulbe-Anführer Usman dan Fodio ab 1804 die meisten Fulbe-Staaten in Nordnigeria. Die herrschenden Fulbe übernahmen von den Hausa derer Verwaltungsorganisation und höfisches Zeremoniell einschließlich der kakaki. Die Metalltrompete ersetzte andere Trompeten aus Pflanzenmaterial oder wurde zusammen mit diesen verwendet. Nachfolgend verbreitete sich die kakaki in weiteren Staaten in der Sudanregion.
Der Name kakaki dürfte lautmalerisch von der kräftigen, abgehackten Spielweise abgeleitet sein. In Nigeria benutzen Nupe das Wort kakati, die Edo sagen kaki, ähnliche Wortbildungen bei den Kanuri am Tschadsee und den Fulani im Norden Kameruns lauten kaschi, gaschi, gachi und gatschi. Eine in Form und Funktion vergleichbare, zwei Meter lange Trompete in Benin heißt kankangui oder kankanki.

## Bauform und Spielweise
Die kakaki besteht aus einem dünnen, 1,5 bis 3 Meter langen, geraden Rohr aus Messing, Kupfer oder in jüngerer Zeit meist aus dem Blech von Petroleumkanistern. Das Ende des in zwei Teile zerlegbaren zylindrischen Rohrs erweitert sich zu einem Schalltrichter. Das Mundstück ist trichterförmig mit schmalem Rand und ist direkt mit dem Rohr verbunden. Die kakaki kann zwei tiefe Töne etwa im Quintabstand produzieren, der untere der beiden Töne liegt etwa bei C. Ein dritter Ton liegt einen Halbton tiefer, er wird aber selten gebraucht.
Kakakai werden im Palastorchester üblicherweise paarweise zusammen mit der zweifelligen Zylindertrommel gangan und der algaita, einem mit der asiatischen surnai verwandten Doppelrohrblattinstrument gespielt. Anstelle der gangan kam europäischen Reiseberichten zufolge bis Anfang des 20. Jahrhunderts die Kesseltrommel tambari (verwandt mit der arabischen naqqāra) zum Einsatz. Solo-Spiel ist selten, häufiger treten vier oder mehr Trompeten zugleich auf. In diesem Fall übernimmt eine um einen Halbton tiefer gestimmte Trompete die Leitung, während die anderen im Chor antworten. Farai ist eine seitlich geblasene Holztrompete (Querhorn) der Hausa, die meist mit Trommeln oder im Ensemble mit der kakaki gespielt wird. Hinzu kommen noch die quer geblasene Trompete kaho und die klöppellose, mit einem Holzschlägel angeschlagene Eisenglocke kuge.

## Kulturelle Bedeutung
Allgemein sind Trompeten im nördlichen islamisierten Afrika ein Symbol der Herrscherwürde und stehen mit dem Königtum in Beziehung. Sie werden ausschließlich von Männern und nur zu rituellen Anlässen wie der Ankündigung des Herrschers gespielt. Sie sind an die Person eines Oberhauptes gebunden, der über das Orchester mit Trompeten und Trommeln verfügt.
Die kakaki und andere afrikanische Trompeten sind von den in Westafrika gespielten Blechblasinstrumenten zu unterscheiden, die mit der europäischen Kolonialisierung eingeführt worden sind und die seither in großen Blechblasorchestern an lokalen Herrscherhäusern ähnliche repräsentative Funktionen erfüllen. Zu Ehren des Sultans und als Versicherung seiner politischen Autorität wurden die kakakai zu bestimmten höfischen Zeremonien von berittenen Musikern geblasen. Diese Ehre kann auch dem Emir, Dorfoberhäuptern und sonstigen Würdenträgern zukommen. In Tschad heißt die auf ähnliche Weise zeremoniell eingesetzte Trompete derselben Bauart waza; auch mit der hölzernen, ein Meter langen Trompete malakat in Äthiopien wurde früher die Ankunft des Königs gemeldet. Die aus mehreren Kalebassen zusammengesetzte waza der Berta an der Grenze zwischen Sudan und Äthiopien war ebenfalls ein herrschaftliches Statussymbol.
An islamischen Herrscherhäusern gab es neben den kakaki-Musikern weitere Hofensembles mit anderen Instrumenten, die den Tagesablauf strukturierten (angefangen von morgendlichen Trommel-Weckern für den Herrscher), für Zeremonien gebraucht wurden und zur Unterhaltung beschäftigt waren.
Mit den beiden Tönen der kakaki wird in Nigeria eine musikalische Tonsprache gebildet, die sich in Worte übersetzen lässt. Es handelt sich um Lobgesänge für das Oberhaupt, in einfachster Form ergibt sich durch die Tonfolge tief-tief-hoch der Ausruf ga sirki („Hier ist der König“), der von der kakaki mehrfach wiederholt wird. Die Worte ga-schi („seht ihn!“), bei der Ankunft eines hohen Besuchs geblasen, waren möglicherweise für die Trompete gaschi namensgebend. Dieser musikalische Ruf wurde erstmals 1857 von Heinrich Barth beschrieben. Um ebenso standesgemäß die Ankunft mitteilen zu können, ließ ein moderner Emir die Hupe seines Fahrzeugs auf die entsprechenden Töne stimmen. Eine andere Form von Lobgesängen bei den Hausa wird mit der einsaitigen Schalenspießlaute goge begleitet.